# Thibault d'Armagnac
 (décembre 2016).
Si vous disposez d'ouvrages ou d'articles de référence ou si vous connaissez des sites web de qualité traitant du thème abordé ici, merci de compléter l'article en donnant les références utiles à sa vérifiabilité et en les liant à la section « Notes et références ».
Thibault d'Armagnac, dit « Thibault de Termes » (Termes-d'Armagnac 1405 - Chartres 1457) est un homme de guerre comptant parmi les plus fidèles compagnons de Jeanne d'Arc.

## Biographie
Thibault d'Armagnac, fils cadet de Jean d'Armagnac, seigneur de Termes, naît en 1405 au château de Termes en Armagnac. À peine sorti de l'adolescence, il quitte la Gascogne pour rejoindre les partisans du roi Charles VII qui combattent les anglos-bourguignons en Champagne et en Normandie. Dans leurs rangs, il retrouve nombre de ses compatriotes de Gascogne : Arnaud et Pons de Vergoignan, Odet de Rivière-Labatut, Bertrand de Toulouse, Géraud de la Pailhère-Sarragachies et beaucoup d’autres. Le plus célèbre d’entre eux est Arnault Guilhem de Barbazan, déjà avant Pierre Terrail de Bayard, le « chevalier sans peur et sans reproche », le plus fameux chevalier de son temps.
En 1429, il est dans Orléans assiégé par les Anglais, et c’est là qu’il rencontre le 29 avril Jeanne d’Arc, venue au secours de la ville. Comme tous les capitaines de cette époque, de La Hire à Gilles de Rais, en passant par Xaintrailles et bien d’autres, il est très impressionné par la jeune fille, sa simplicité, son innocence et sa vaillance au combat. Il témoignera au procès de réhabilitation en 1455. 
Il accompagne La Pucelle à Beaugency, à Patay, à Troyes et au sacre de Reims. À plus de cinquante ans, il guerroie encore contre l’Anglais. Capitaine de Dreux en 1444, lieutenant du comte de Dunois à Harfleur en 1455, il devient grand bailli de Chartres et du pays chartrain jusqu'à sa mort.
Il était le cousin germain de Jean de Lescun, bâtard d'Armagnac.